# Оук Хил (Охајо)
Оук Хил (енгл. Oak Hill) град је у америчкој савезној држави Охајо.

## Демографија
По попису из 2010. године број становника је 1.551, што је 134 (-8,0%) становника мање него 2000. године.
| Група             | 2000.         | 2010.         |
| Белци             | 1.654 (98,2%) | 1.508 (97,2%) |
| Афроамериканци    | 4 (0,2%)      | 7 (0,5%)      |
| Азијати           | 4 (0,2%)      | 4 (0,3%)      |
| Хиспаноамериканци | 2 (0,1%)      | 5 (0,3%)      |
| Укупно            | 1.685         | 1.551         |